# البقر في الأديان والأساطير

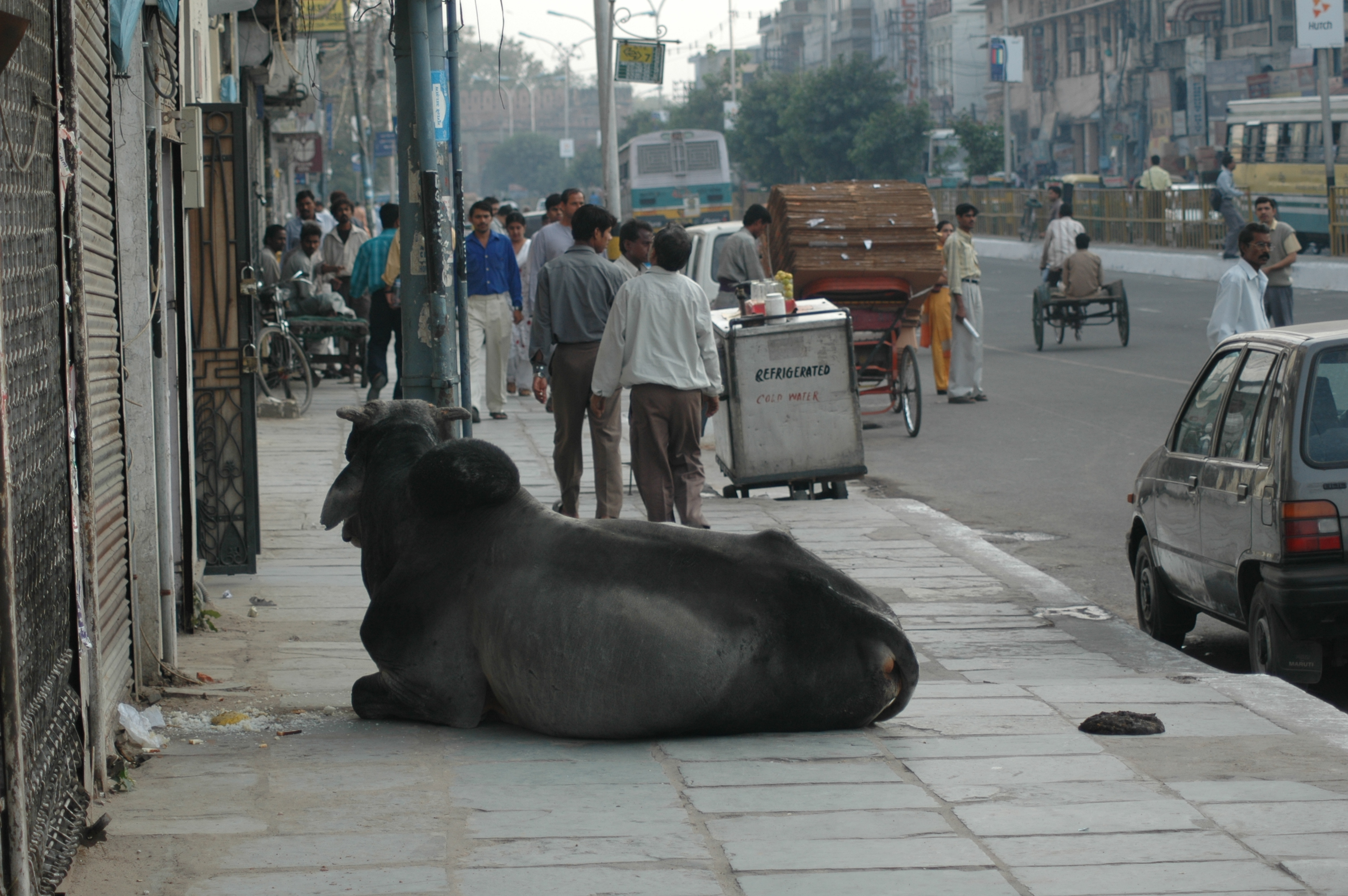
بقرة تستريح في شارع في الهند حيث يمكنها التجول بحرية

البقرة في الهندوسية مقدسة عادة ويجب حمايتها، وينظر لها على أنها أم ورمز الوفرة بسبب انتاجها الحليب. ولها مكانة خاصة في المجتمع فمن التقاليد الهندوسية تجنب أكل لحمها.

## البقر في الهند اليوم
يحتل لبن البقر مكانا هاما في التقاليد الدينية للشعوب الهندوسية، وتتجول الأبقار بحرية في تلك الدول بسبب قدسيتها، وحتى في الشوارع المزدحمة للمدن الضخمة مثل دلهي. ويعتبر من حسن الحظ تقديم طعام للبقرة قبل الفطور. وفي الأماكن التي يحرم فيها ذبح البقر يمكن أن يسجن الشخص الذي قتل أو آذى بقرة.
وبسبب القوانين والعادات فإن المنبوذين فقط يأكلون البقر الميت ويستغلون جلودها.

## القانون في الهند
لا يسمح بذبح البقر إلا ضمن حدود معينة في ولايات الهند باستثناء ولايتي غرب البنغال وكيرلا، لذا تشحن أبقار كثيرة إليها للذبح بالرغم من منع القوانين لشحن الأبقار بين الولايات الهندية. وهناك مسالخ خاصة كثيرة في المدن الكبيرة، حيث يقدر وجود أكثر من 30000 مسلخ غير شرعي  مقارنة مع 3600 مسلخ شرعي في كل الهند. ولم تنجح محاولات الحد من هذه الممارسة.

## في الفكر الهندي
قال غاندي عن البقرة: هي أم الملايين من الهنود، وحمايتها تعني حماية كل المخلوقات ... إن الأم البقرة أفضل من الأم التي ولدتنا من عدة طرق.

## معرض صور

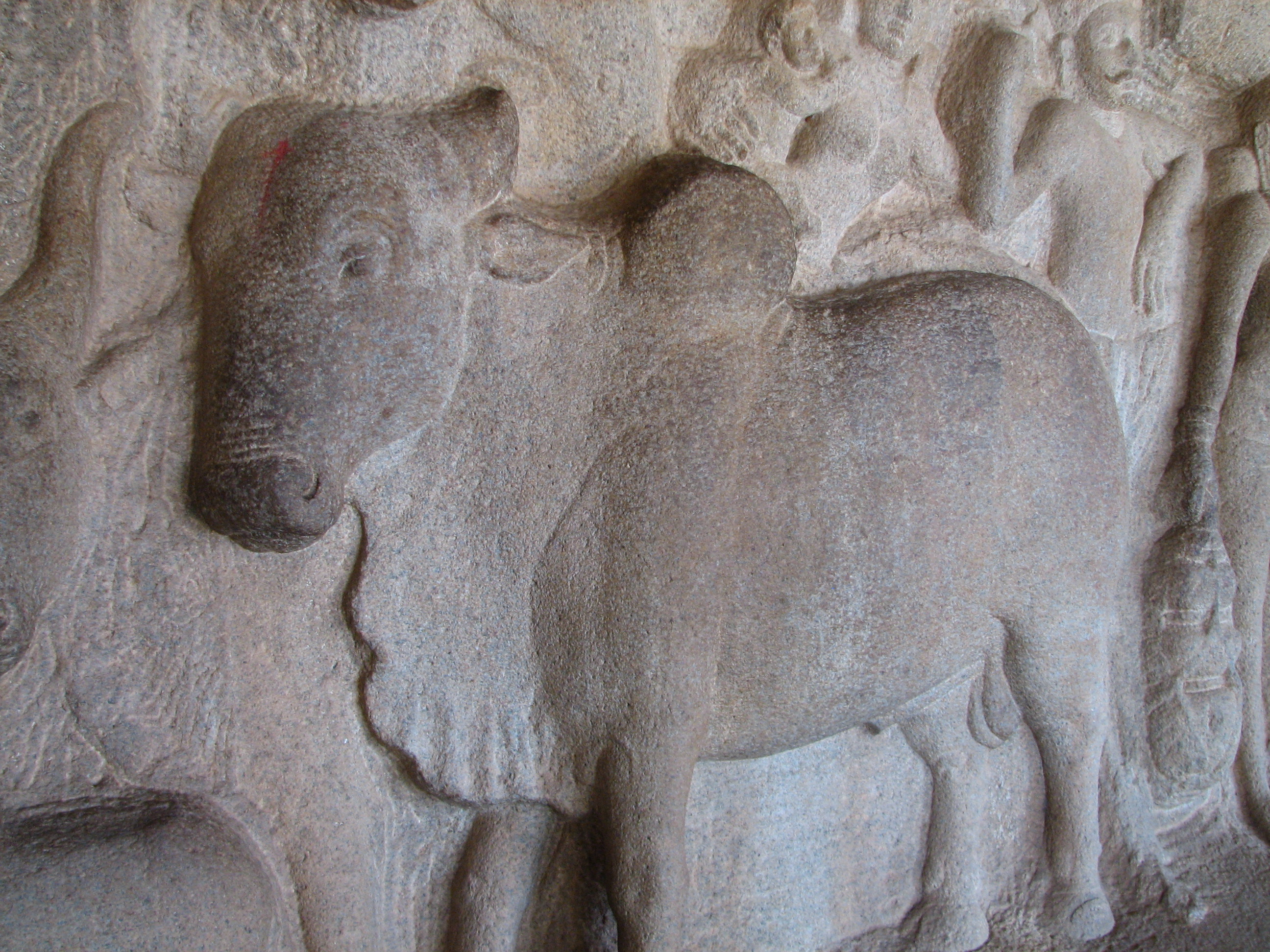
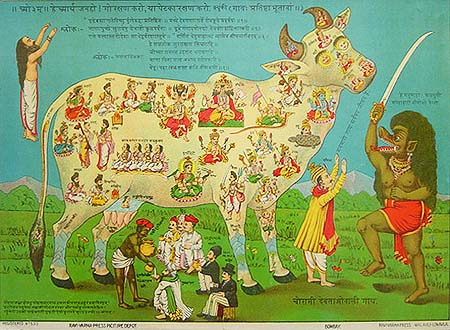